# Moving Picture Experts Group

Logo du MPEG.

Le format MPEG est utilisé dans plusieurs flux audio/vidéo numériques. Ce schéma présente les conteneurs les plus connus.

MPEG, sigle de Moving Picture Experts Group, est le groupe de travail SC 29/WG 11 du comité technique mixte JTC 1 de l’ISO et de la CEI pour les technologies de l’information. Ce groupe d’experts est chargé du développement de normes internationales pour la compression, la décompression, le traitement et le codage de la vidéo, de l’audio et de leur combinaison, de façon à satisfaire une large gamme d’applications. 
Le terme MPEG ou parfois l'extension MPG désigne également la norme ou le format d'encodage numérique de certains fichiers vidéos ou de systèmes de télédiffusion. Au fil des évolutions et perfectionnements de la norme vidéo numérique, on note ainsi différentes versions successives comme MPEG-1, MPEG-2, MPEG-3 (abandonné), MPEG-4, MPEG-H, MPEG-7 et MPEG-21.

## Histoire
Faisant suite aux résultats obtenus avec la recommandation H.261, les réunions du Moving Picture Experts Group ont démarré en 1988 dans le but de développer une première norme, MPEG-1 ISO/CEI 11172-1 à 5, pour des applications de stockage audio/vidéo du type Vidéo CD. MPEG a ensuite rapidement produit une nouvelle série de normes internationales, MPEG-2, ciblant essentiellement les applications liées à la télévision numérique. D’autres séries de normes ont depuis été produites. MPEG rassemble de nombreux spécialistes provenant de l’industrie de l’électronique des composants, de l’informatique et des télécommunications. 
Les spécifications de formats produits par MPEG sont ouvertes, mais non libres : leur utilisation est soumise au paiement de redevances.

## Technologie
Les activités de MPEG couvrent la normalisation des techniques nécessaires à l’interopérabilité du codage pour la représentation numérique du multimédia, et comprennent notamment :
- le codage des médias (audio, vidéo, graphique), c’est l’aspect le plus connu de MPEG qui est souvent confondu avec lui ;
- le codage des scènes composées ;
- le codage de la description des médias ;
- le support système.

## Divers formats
MPEG a développé les normes suivantes :
- MPEG-1 : définie en 1988, il s'agit de la première norme audio et vidéo utilisé plus tard pour les Vidéo CD. Ce format offre une définition à l’écran de 352 x 240 pixels à 30 images par seconde ou de 352 x 288 à 25 images par seconde avec un débit d’environ 1,4 Mbit/s. Elle comprend le populaire format audio MPEG-1 partie 3 audio couche 3 (MP3).
- MPEG-2 : définie en 1994, cette norme est applicable au codage de l’audio et la vidéo, ainsi que leur transport pour la télévision numérique : télévision numérique par satellite, télévision numérique par câble, télévision numérique terrestre, et (avec quelques restrictions) pour les vidéo-disques DVD ou SVCD. C’est notamment le format utilisé jusqu’à présent pour la TV sur ADSL. Les débits habituels sont de 2 à 6 Mbit/s pour la définition standard (SD), et de 15 à 20 Mbit/s pour la haute définition (HD).
- MPEG-4 :
  - définie à partir de 1999, cette norme est applicable aux bas débits (jusqu’à 2 Mbit/s), exclus de la matrice des décodeurs de MPEG-2. Permet, entre autres, de coder des objets vidéo/audio, le contenu 3D et inclut le DRM. La partie 2 de MPEG-4 (Visual) est compatible avec la partie baseline de H.263 et a connu du succès grâce à la mise en application DivX ainsi que dans les téléphones mobiles.
  - La partie 10 appelée MPEG-4 AVC ou H.264, développée à partir de 2003, permet des gains d’un facteur 2 à 3 par rapport à MPEG-2 et a été retenue comme le successeur de celui-ci pour la TV haute définition, la TV sur ADSL et la TNT. L’extension de cette partie, appelée Scalable Video Coding (SVC) permet de proposer différents niveaux de qualité à partir d’un même flux codé.
  - le H.265/HEVC définie à partir de 2013, est la norme qui succède au H264, elle permet une diminution significative de la taille des vidéos par rapport à cette dernière.
- MPEG-7 : Norme de description pour la recherche du contenu multimédia.
- MPEG-21 : Norme proposant une architecture pour l’interopérabilité et l’utilisation simple de tous les contenus multimédia.
- MPEG-A : tourné vers les applications multimédia. Est en cours de standardisation.
- MPEG-G: Suite de normes sur la représentation de l'information génomique, spécifiquement concernant le traitement, la compression, le transport et le stockage de données génomiques

### Flux TS et PS
Certains fournisseurs d'accès à internet (FAI) fournissent des "box" enregistrant directement les programmes TV sur disque dur. Le flux peut être transmis dans deux types de conteneurs TS et PS de flux MPEG-2 ou MPEG-4 Part 10 (H.264/AVC) :
- TS : (Transport Stream) ce format de flux multiplexé est utilisé pour la diffusion ((en)broadcast) par les box et les satellites, pas ou peu de code temporel ((en)time-code). Le MPEG-4 Part 10 TS est utilisé par Free SAS du groupe Iliad.
- PS : (Program Stream) un autre format multiplexé avec les informations de code temporel ((en)time-code). Le MPEG2 PS est utilisé pour le stockage par exemple sur DVD ou disque dur.

Ces deux flux sont lisibles sur ordinateur avec divers programmes (libres ou commerciaux).